# Torsten Mörner
Carl Torsten Hampus  Mörner af Morlanda, född 9 februari 1952, är en svensk greve, docent i Veterinärmedicin och f.d. statsveterinär vid Statens veterinärmedicinska anstalt. Mörner anses vara Sveriges främsta expert på viltsjukdomar, och representerar Sverige i flera internationella organisationer.

## Biografi
Torsten Mörner är son till civilingenjören Karl-Hampus Mörner (1919-1995) och Bertha, född Friis (1923-1997). Mörners intresse för djur och veterinärmedicin väcktes genom ett TV-program om hur man söver björnar.
Efter gymnasium på Sigtunaskolan, studier i Veterinärmedicin vid Veterinärhögskolan i Frescati i Stockholm, praktik med veterinär Bengt Röken i Kolmårdens djurpark, och några år som lärare på djurvårdarutbildningen vid Enskede gårds gymnasium, tillträdde Mörner 1982 befattningen som statsveterinär i viltsjukdomar och chef för Viltenheten vid Statens veterinärmedicinska anstalt, varvid han efterträdde den tidigare statsveterinären professor Karl Borg vilken var den första innehavaren av detta ämbete, efter bildandet 1974.. Torsten Mörner innehade ämbetet fram till sin pensionering 2019.
Mörner efterträdde också Karl Borg som konsulterad veterinär för Skansens Zoologiska avdelnings djurbestånd.
Mörner utgav 1992 boken Liv och död bland vilda djur, och doktorerade på harpest (tularemi) 1994.
Han efterträdde Owe Wiktorin som ordförande i Svenska Jägareförbundet 2007, och lämnade detta förtroendeuppdrag 2012, varvid han efterträddes av Björn Sprängare, och tillträdde istället som ordförande för den av Mörner grundade Svenska Viltmatakademin 2013, en organisation med mottot "viltmat på allas tallrikar" och som bland annat medverkar i valet av Årets Viltkrog och Årets Viltkock. Han är också ledamot inom jordbruksavdelningen av Kungliga Skogs- och Lantbruksakademien
Torsten Mörner ansvarar för internationell rapportering av viltsjukdomar från Sverige  och är också Sveriges representant i såväl Internationella Viltförvaltningsrådet (en:International Council for Game and Wildlife Conservation- CIC), där han är ordförande för den svenska delegationen, och deltar i en arbetsgrupp som utvecklar sjukdomsövervakningen på europeisk nivå inom Världshälsoorganisationen för djur (en:World Organisation for Animal Health (OIE)), och representerade båda dessa organisationer, när han som ordförande ledde den internationella konferensen "Jägarens roll" 2017 i Pravets, Bulgarien.
Han var vice ordförande för Wildlife Disease Association (WDA) 2001-2003, och dess ordförande 2003-2005, som den förste icke-amerikan att inneha denna position.
Av Mörners senare forskning och vetenskapliga publikationer kan nämnas en artikel i Scientific Reports 2017, som pekar på en direkt koppling mellan allvarlig brist på tiamin (vitamin B1) och ejderns kraftiga minskning, utredning om dödlighet hos älgar i de södra delarna av Sverige, ett projekt som stöds av Naturvårdsverket, för vilka han också skriver text till en bok på temat ”Vilt, människa och samhälle”.
Mörner har under åren flitigt konsulterats i rovdjurspolitiken och vargfrågan, samt älg- och vildsvinsförvaltningen, och har 2018 föreslagit att man med samordnad avel korsar fram lämpliga jakthundar för vildsvinsjakt, vilket dock inte har fått stöd av Svenska Jägareförbundet eller Svenska Kennelklubben.

## Utmärkelser
Torsten Mörner har tilldelats tre priser av Wildlife Disease Association:
- 1997 WDA Duck Award [19]
- 2001 WDA:s högsta utmärkelse; WDA Ed Addison Distinguished Service Award [20] med motiveringen For his continued outstanding contribution to sharing the study and understanding of diseases of Wildlife.
- 2019  WDA Emeritus Award för lång och trogen tjänst inom Wildlife Disease Association.[6][21]